# Grand Theft Auto: Online Crime World
Grand Theft Auto: Online Crime World (укр. «Grand Theft Auto: Злочинний онлайн-світ», також згадувалася як GTA Online) — скасована відеогра розрахована на багатокористувацький режим, яка розроблялася британською компанією DMA Design (нині Rockstar North) для персональних комп'ютерів в 1999—2000 роках, ще до виходу Grand Theft Auto III в 2001 році.

## Розробка
29 вересня 1999 року, після продажу французькою компанією Infogrames Entertainment студії-розробника DMA Design видавцеві Take-Two Interactive, було офіційно оголошено про початок роботи над двома новими іграми серії Grand Theft Auto. Першою з анонсованих була Grand Theft Auto 3D — третя основна гра серії, яка в порівнянні з попередніми частинами, повинна була стати повністю тривимірною. Другою була Grand Theft Auto: Online Crime World — гра орієнтована на багато користувачів режим гри через Інтернет або локальну мережу, а стилістично повинна була бути схожа на Grand Theft Auto 2 і мала камеру видом зверху з динамічним масштабуванням.
Згодом GTA 3D перетворилася в Grand Theft Auto III, а GTA Online була скасована. Після згадки про гру в лютневому випуску британського журналу PC Zone за 2000 рік, розробниками більше не було оприлюднено жодної інформації про неї. Розробка була зупинена, через труднощі з втіленням такого роду проекту для DMA Design в той час і можливо через плани студії на створення багато режиму для ПК-версії GTA III, розробка якого, також велася, але не була закінчена, так як всі сили команди були переведені на роботу над Grand Theft Auto: Vice City.
Ідея і концепція гри, все ж була реалізована Rockstar North, майже десять років по тому в мережевому режимі Grand Theft Auto IV, а потім значно розширена і доопрацьована в Grand Theft Auto Online.